# Taltita
Taltita (tiếng Ả Rập: تلتيتا) là một ngôi làng Syria nằm ở Kafr Takharim Nahiyah ở huyện Harem, Idlib. Theo Cục Thống kê Trung ương Syria (CBS), Taltita có dân số 487 người trong cuộc điều tra dân số năm 2004. Đó là một ngôi làng Druze của vùng Jabal al-Sumaq.